# 比亞努埃瓦
比亞努埃瓦（西班牙語：Villa Nueva）是危地馬拉的城市，由危地馬拉省負責管轄，位於該國南部，距離首都危地馬拉市16公里，始建於1763年4月17日，面積114平方公里，海拔高度1,330米，2010年人口710,218。